# TTYH3
TTYH3 (англ. Tweety family member 3) – білок, який кодується однойменним геном, розташованим у людей на 7-й хромосомі. Довжина поліпептидного ланцюга білка становить 523 амінокислот, а молекулярна маса — 57 545.
| 10         |  | 20         |  | 30         |  | 40         |  | 50         |
| ---------- |  | ---------- |  | ---------- |  | ---------- |  | ---------- |
| MAGVSYAAPW |  | WVSLLHRLPH |  | FDLSWEATSS |  | QFRPEDTDYQ |  | QALLLLGAAA |
| LACLALDLLF |  | LLFYSFWLCC |  | RRRKSEEHLD |  | ADCCCTAWCV |  | IIATLVCSAG |
| IAVGFYGNGE |  | TSDGIHRATY |  | SLRHANRTVA |  | GVQDRVWDTA |  | VGLNHTAEPS |
| LQTLERQLAG |  | RPEPLRAVQR |  | LQGLLETLLG |  | YTAAIPFWRN |  | TAVSLEVLAE |
| QVDLYDWYRW |  | LGYLGLLLLD |  | VIICLLVLVG |  | LIRSSKGILV |  | GVCLLGVLAL |
| VISWGALGLE |  | LAVSVGSSDF |  | CVDPDAYVTK |  | MVEEYSVLSG |  | DILQYYLACS |
| PRAANPFQQK |  | LSGSHKALVE |  | MQDVVAELLR |  | TVPWEQPATK |  | DPLLRVQEVL |
| NGTEVNLQHL |  | TALVDCRSLH |  | LDYVQALTGF |  | CYDGVEGLIY |  | LALFSFVTAL |
| MFSSIVCSVP |  | HTWQQKRGPD |  | EDGEEEAAPG |  | PRQAHDSLYR |  | VHMPSLYSCG |
| SSYGSETSIP |  | AAAHTVSNAP |  | VTEYMSQNAN |  | FQNPRCENTP |  | LIGRESPPPS |
| YTSSMRAKYL |  | ATSQPRPDSS |  | GSH        |  |            |  |            |

A: Аланін

C: Цистеїн

D: Аспарагінова кислота

E: Глутамінова кислота

F: Фенілаланін

G: Гліцин

H: Гістидин

I: Ізолейцин

K: Лізин

L: Лейцин

M: Метіонін

N: Аспарагін

P: Пролін

Q: Глутамін

R: Аргінін

S: Серин

T: Треонін

V: Валін

W: Триптофан

Кодований геном білок за функціями належить до іонних каналів, хлорних каналів, фосфопротеїнів. 
Задіяний у таких біологічних процесах, як транспорт іонів, транспорт, альтернативний сплайсинг. 
Білок має сайт для зв'язування з іоном кальцію, хлоридом. 
Локалізований у клітинній мембрані, мембрані.